# Estación Manuel García Fernández
Manuel García Fernández es una estación de ferrocarril ubicada en la localidad de Manuel García Fernández, en el departamento Leales de la provincia de Tucumán, Argentina.

## Servicios
No presta servicios de pasajeros, sólo de cargas. Sus vías corresponden al Ramal CC del Ferrocarril General Belgrano. Sus vías e instalaciones están a cargo de la empresa estatal Trenes Argentinos Cargas.